# Saint-Maurice-de-Tavernole
Saint-Maurice-de-Tavernole là một xã trong tỉnh Charente-Maritime trong vùng Nouvelle-Aquitaine, tây nam nước Pháp. Xã Saint-Maurice-de-Tavernole nằm ở khu vực có độ cao từ 29-75 mét trên mực nước biển.

## Lịch sử biến động dân số
| Năm  | Dân số | Mật độ | Phần trăm của tổng |
| ---- | ------ | ------ | ------------------ |
| 1962 | 113    | -      | -                  |
| 1968 | 119    | -      | -                  |
| 1975 | 101    | -      | -                  |
| 1982 | 126    | -      | -                  |
| 1990 | 109    | -      | -                  |
| 1999 | 109    | 27/km² | 1.09%              |